# 1530 en arts plastiques
| Années des arts plastiques : 1527 - 1528 - 1529 - 1530 - 1531 - 1532 - 1533    |
| Décennies des arts plastiques : 1500 - 1510 - 1520 - 1530 - 1540 - 1550 - 1560 |

Cette page concerne l'année 1530 en arts plastiques.

## Œuvres

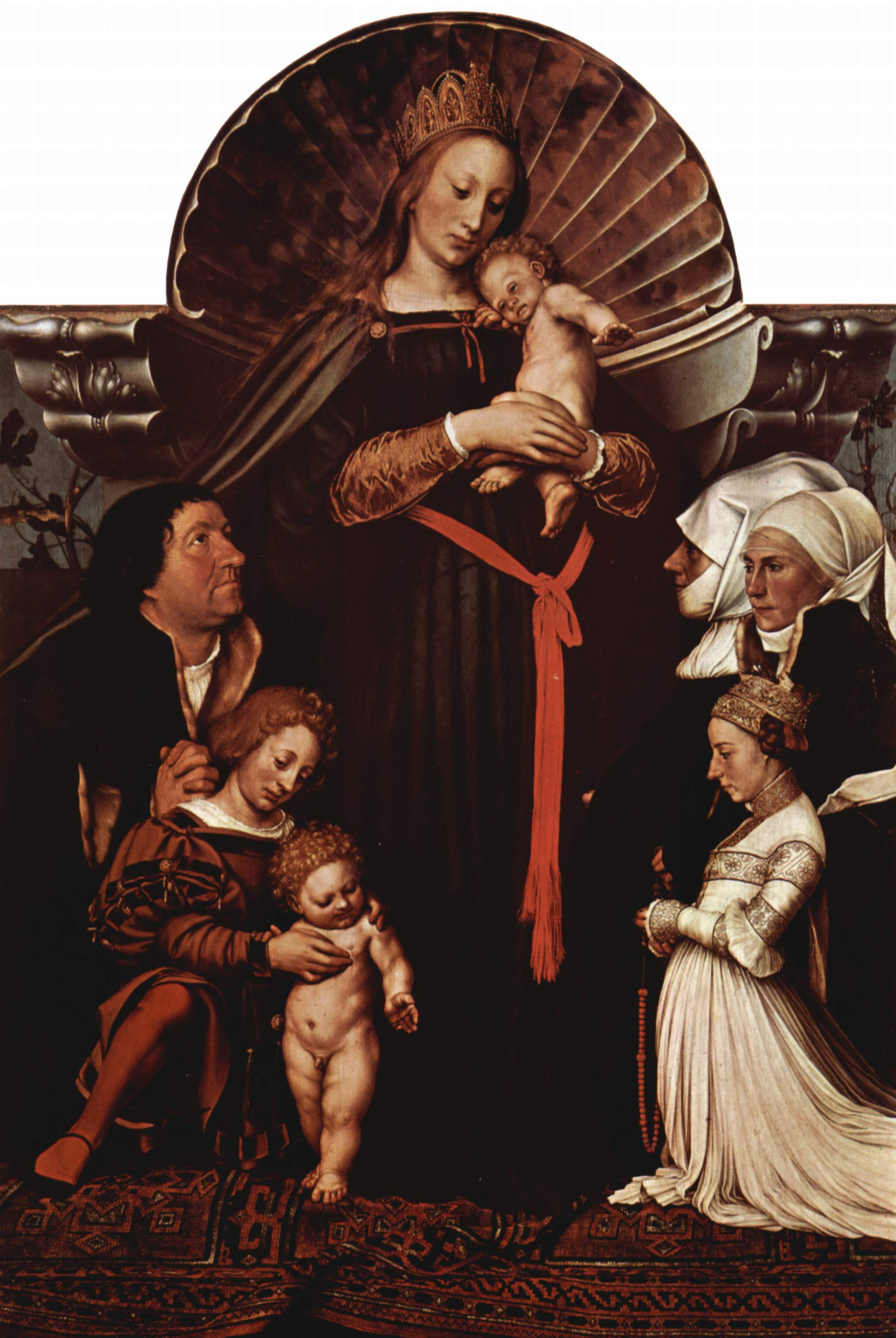
La Madone du bourgmestre Meyer.

- 1525-1530 : Tête du Christ, huile sur panneau du Corrège.

## Naissances
- ? :
  - Dominique Bachelier, architecte et sculpteur français († 1594),
  - Giovanni Francesco Bezzi dit il Nosadella, peintre et graveur maniériste italien de l'école bolonaise († 15 juillet 1571),
  - Nicolás Borrás, religieux et peintre espagnol († 5 septembre 1610),
  - Vincenzo Danti, sculpteur et ingénieur civil italien  († 26 mai 1576),
  - Giovanni Antonio Fasolo, peintre maniériste italien actif dans la République de Venise († 1572),
  - Hans Hoffmann, peintre allemand († 1591 ou 1592),
  - Tosa Mitsumoto, peintre japonais († 1569),
  - Willem van den Broeck, sculpteur flamand († 1580),

- Vers 1530 :
  - John Bettes l'Ancien, peintre de portraits, miniaturiste et graveur britannique († 1576 ou 1580),
  - Bartholomaeus Bruyn le Jeune, peintre allemand († entre 1607 et 1610),
  - Jean Decourt, peintre français († vers 1585),
  - Lattanzio Gambara, peintre maniériste italien († 18 mars 1574),
  - Tommaso Laureti, peintre maniériste italien († 22 septembre 1602),
  - Jan Van Wechelen, peintre flamand († après 1570),
  - Luis de Velasco, peintre espagnol († 1606).

## Décès
- Date précise inconnue :
  - Andrea Sabatini, peintre italien (° vers 1487),
  - Vincenzo Tamagni, peintre italien de l'école siennoise (° 10 avril 1492),
- Vers 1530 :
  - Bernardino Lanzani, peintre italien (° vers 1460),
  - Domenico Panetti, peintre italien (° vers 1460).